# 南寧街

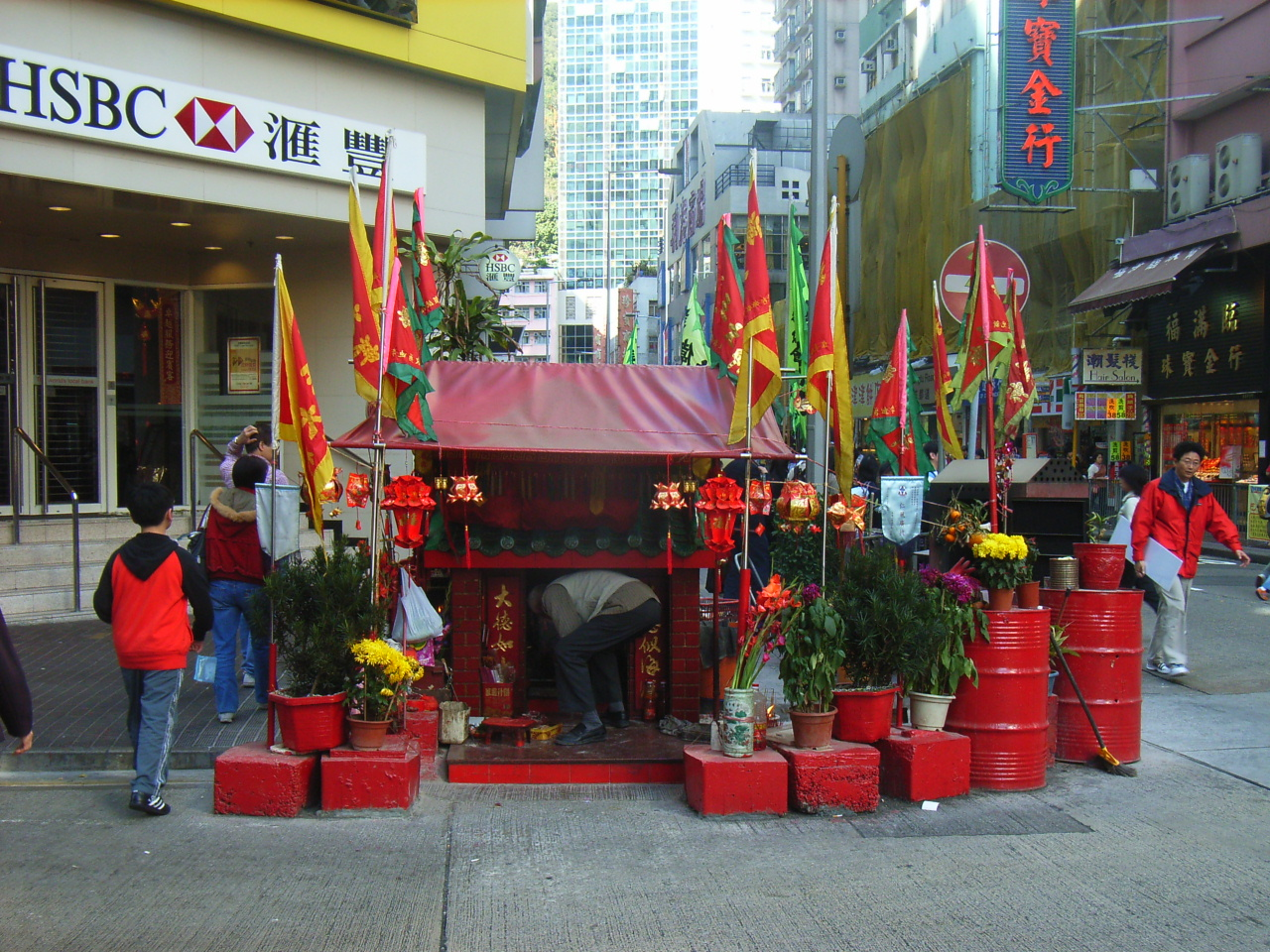
成都道和南寧街路口交界的宗教建築物

南寧街（英語：Nam Ning Street）是香港港島南區的一條街道，位於香港仔中心內，以中國城市南寧市命名。由於街內有很多商店，而且是多條小巴路線的總站，所以每天都很繁忙。本路呈一個U字型，所有車由成都道的兩個入口進入本街後，到了本路的中段都必需轉入奉天街，不得繼續直行。

## 沿途著名景點
- 香港仔中心
- 香港仔市政大廈